# Per Bolund
Per Bolund é um político sueco, do Partido Verde.
Nasceu em 1971, em Hässelby, na Comuna de Estocolmo.
Foi Ministro da Habitação (2019-2021) no Governo Löfven II (2019-). Foi também Ministro do Mercado Financeiro (2014-2021).
É co-líder do Partido Verde desde 2019, em partilha com Isabella Lövin e mais tarde com Märta Stenevi.